# Groupama Arena
Groupama Arena je multifunkční stadion v Budapešti, v Maďarsku a domov Ferencvárosi Torna Club. S kapacitou 22 000 diváků je Groupama Arena druhý největší stadion v Maďarsku po stadionu Ference Puskáse. Stadion leží na místě bývalého stadionu Albert Flórián Stadion, který byl zbořen v roce 2013.